# Límite magnetoestratigráfico Gauss-Matuyama
El límite magnetoestratigráfico Gauss-Matuyama fue un evento geológico que ocurrió hace aproximadamente 2,588 millones de años atrás, cuando se invirtió el campo magnético terrestre. Este evento, que marca el límite entre el Piacenziense y el Gelasiense, por tanto el inicio del Cuaternario, es útil para datar los sedimentos. El evento está además marcado biológicamente por la extinción de los nanofósiles calcáreos Discoaster pentaradiatus y D. surculus, entre otros.